# Saffransbergtangara
Saffransbergtangara (Anisognathus notabilis) är en fågel i familjen tangaror inom ordningen tättingar.

## Utseende och läte
Saffransbergtangaran är en stor och färgglad tangara. Fjäderdräkten är guldgul med svart huvud, blå vingfläck och ett gult band på hjässans bakre del. Den skiljs från vanligare arten blåvingad bergtangara genom gul rygg, orangegula tonen på undersidan, svart haka, mindre hjässband och mindre blått i vingen.

## Utbredning och systematik
Fågeln förekommer i fuktiga områden i Anderna i västra Colombia och västra Ecuador. Den behandlas som monotypisk, det vill säga att den inte delas in i några underarter.

## Levnadssätt
Saffransbergtangaran hittas i bergsbelägna molnskogar. Den påträffas vanligen i par eller smågrupper som rör sig genom skogens mellersta skikt, ofta som en del av kringvandrande artblandade flockar. I vissa områden kan den besöka fågelmatningar.

## Status
Trots det begränsade utbredningsområdet och att den tros minska i antal anses beståndet vara livskraftigt av internationella naturvårdsunionen IUCN. 